# Nagyvázsony
Nagyvázsony (deutsch Großwaschon) ist eine Gemeinde im Kreis Veszprém im Komitat Veszprém in Ungarn. 2021 zählte sie 1.782 Einwohner.

## Geschichte
Nach der Osmanischen Herrschaft wurde der Ort im 18. auf Initiative der Grafenfamilie Zichy u. a. von Siedlern aus Süddeutschland wiederaufgebaut.

## Geographie
Nagyvázsony liegt in Mitteltransdanubien und im Komitat Veszprém, ca. 25 km nordwestlich vom Balaton. Die nächste größere Stadt ist Veszprém, rund 20 km nordöstlich von Nagyvázsony. Von der Hauptstadt Budapest ist das Dorf rund 130 km entfernt. Nagyvázsony liegt an dem Bach Eger und nur wenige Kilometer vom Nationalpark Balaton-felvidék entfernt.

## Sehenswürdigkeiten und Einrichtungen
Im Nordwesten des Dorfes befindet sich die Burg Kiniszi, die für den Feldherrn des Königreiches Ungarn Pal Kiniszi durch den König von Ungarn und Kroatien, Matthias Corvinus, im 14. Jahrhundert gestiftet wurde. Heute befindet sich noch Kiniszis Sarkophag in der angeschlossenen Kapelle. Des Weiteren gibt es in dem Dorf drei Kirchen: die katholische Kirche St. Stephan (ursprünglich gotisch, jetzt barock), die reformierte und die evangelische Kirche, ein ethnographisches Museum und die Ruinen eines Paulinerklosters aus dem 14. Jahrhundert.
Darüber hinaus befinden sich in dem Dorf ein Postmuseum, zwei Schulen und die gemeinsame Selbstverwaltung mehrerer Gemeinden des Kreises Veszprém.

## Verkehr
Nagyvászony liegt an der Landesstraße 77, die von Veszprém über Tapolca bis hin zum Balaton-felvidéki-Nationalpark führt.

## Galerie

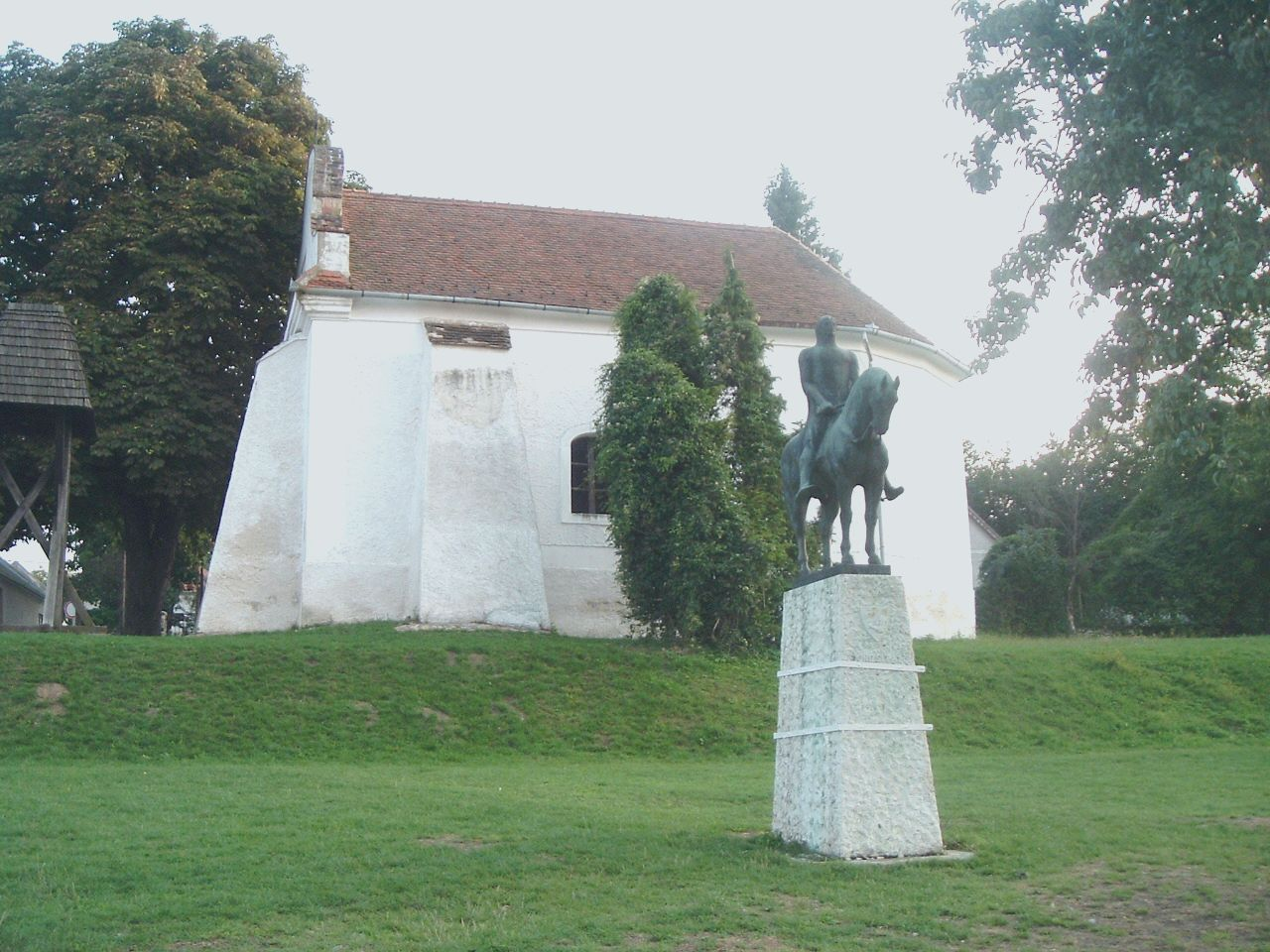
Die evangelische Kirche mit dem Denkmal von Pál Kinizsi
Schloss Zichy
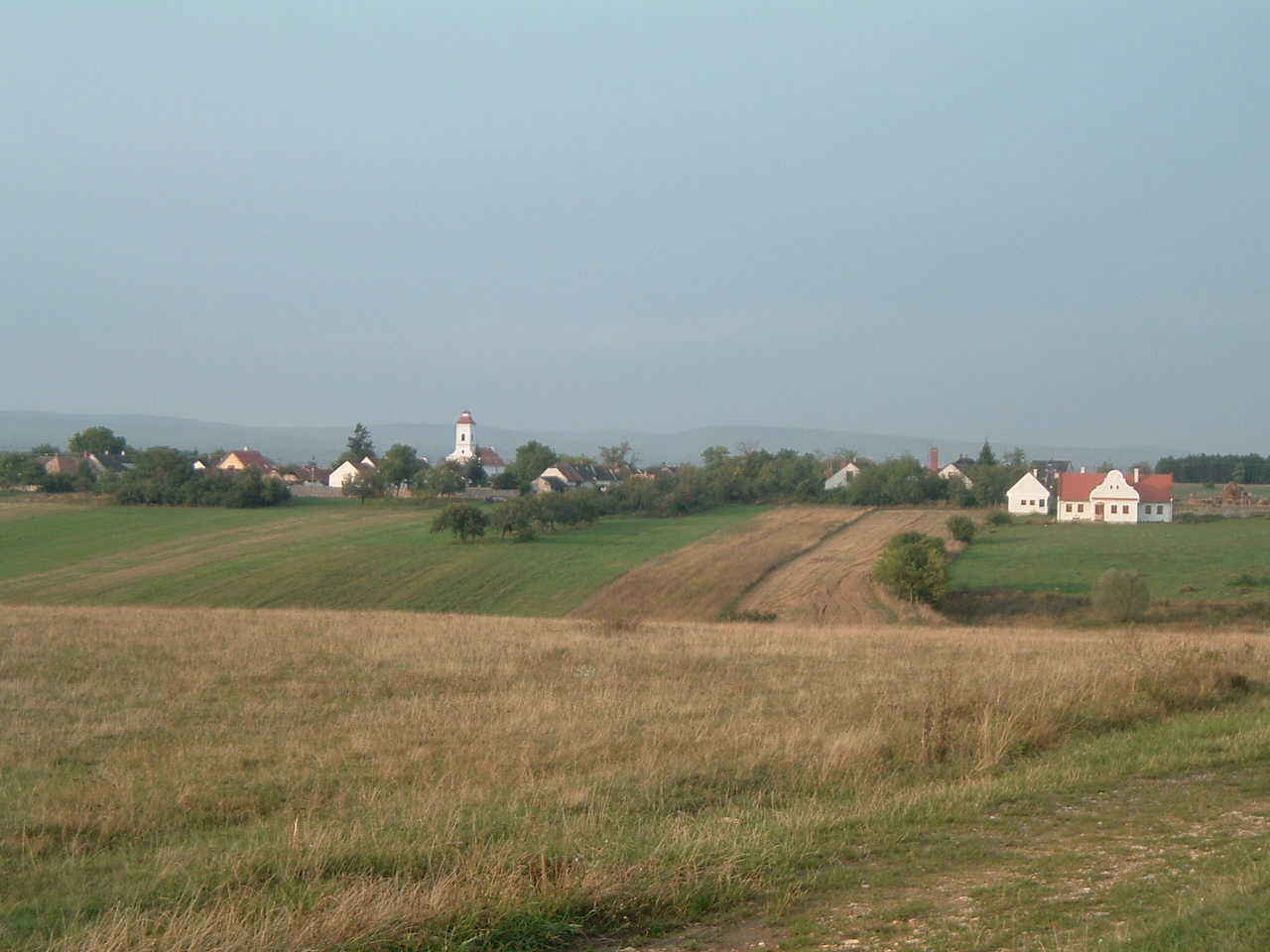
Nemesleányfalu, seit 1950 Ortsteil von Nagyvázsony
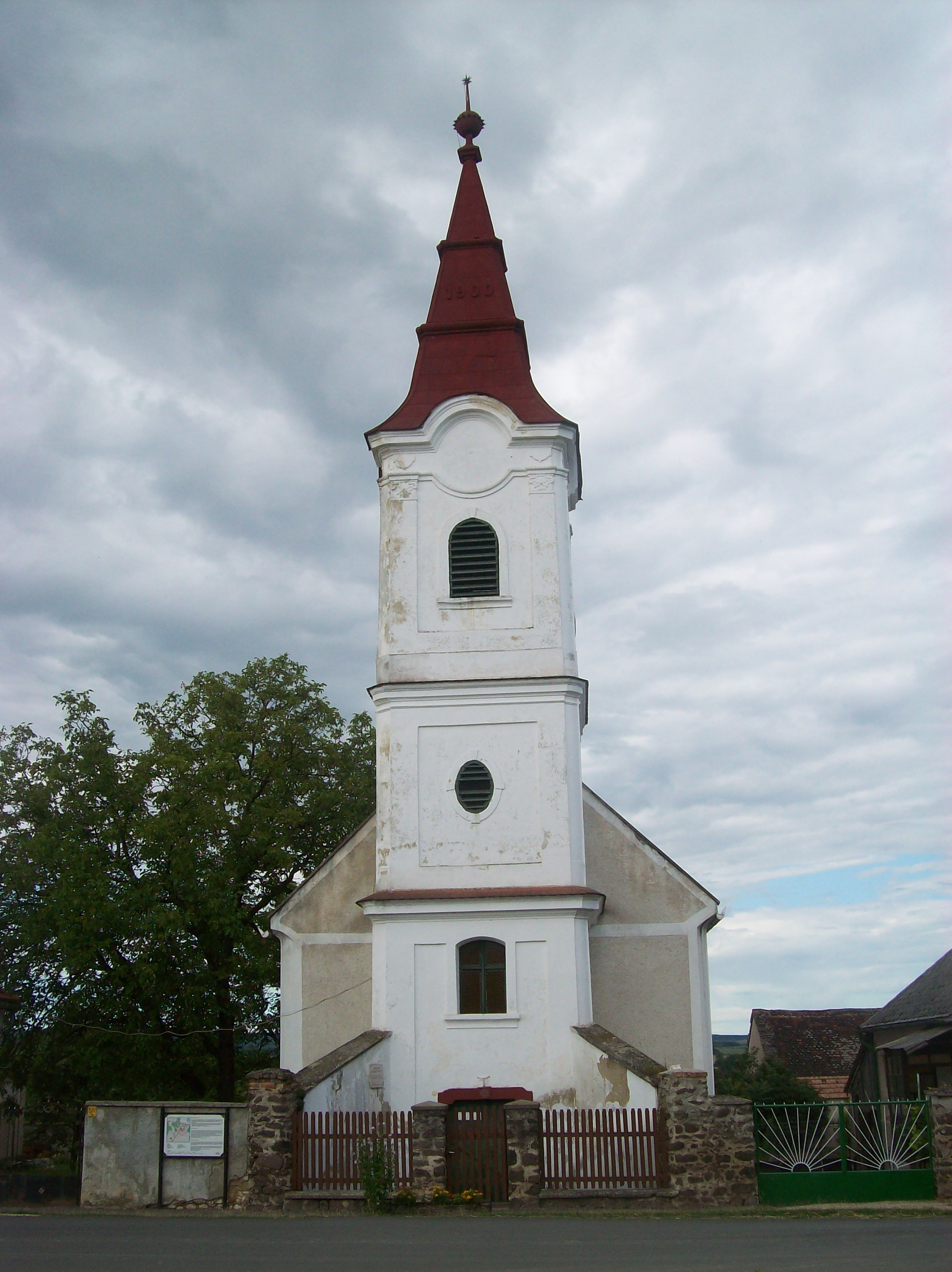
Die reformierte Kirche
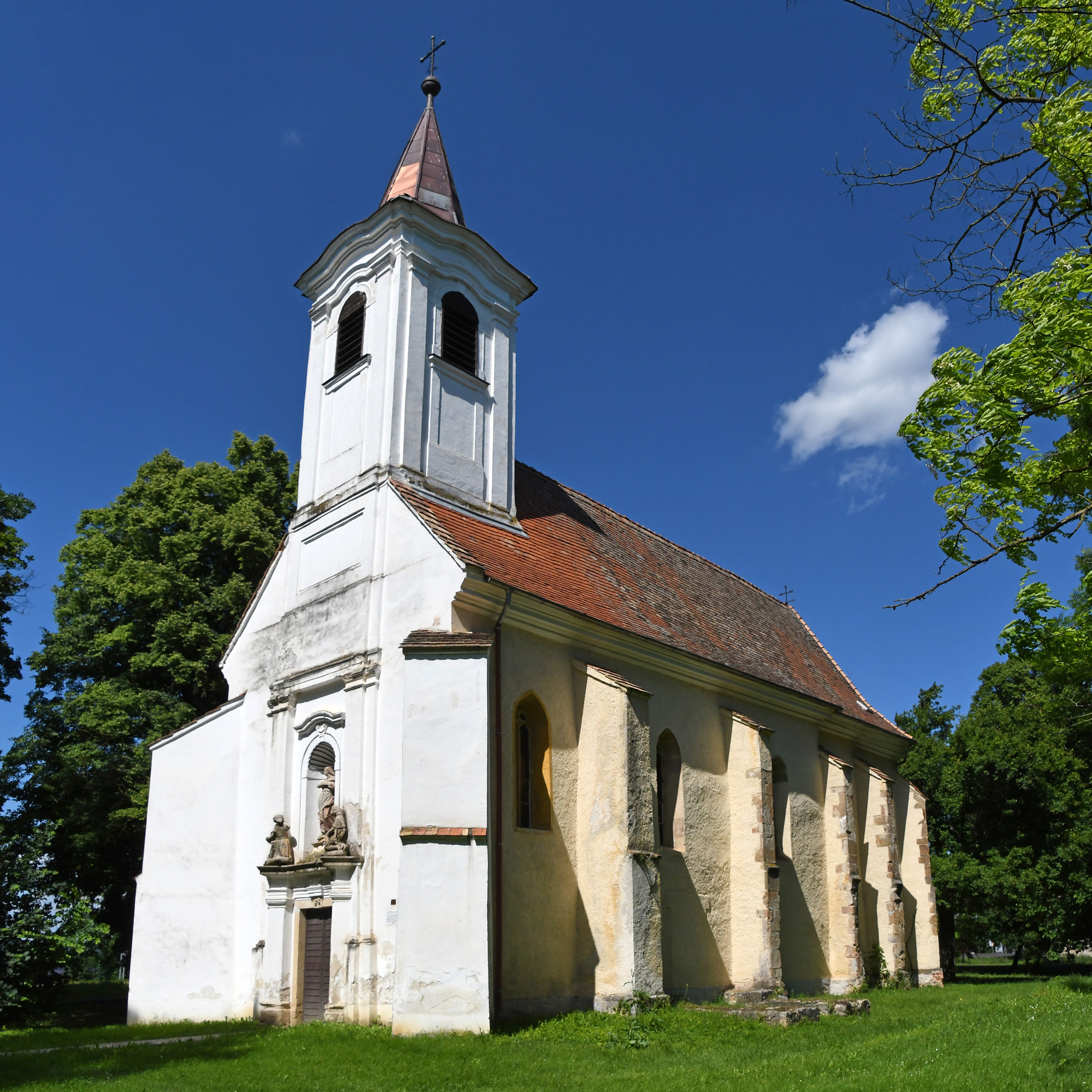
Die katholische Kirche St. Stephan
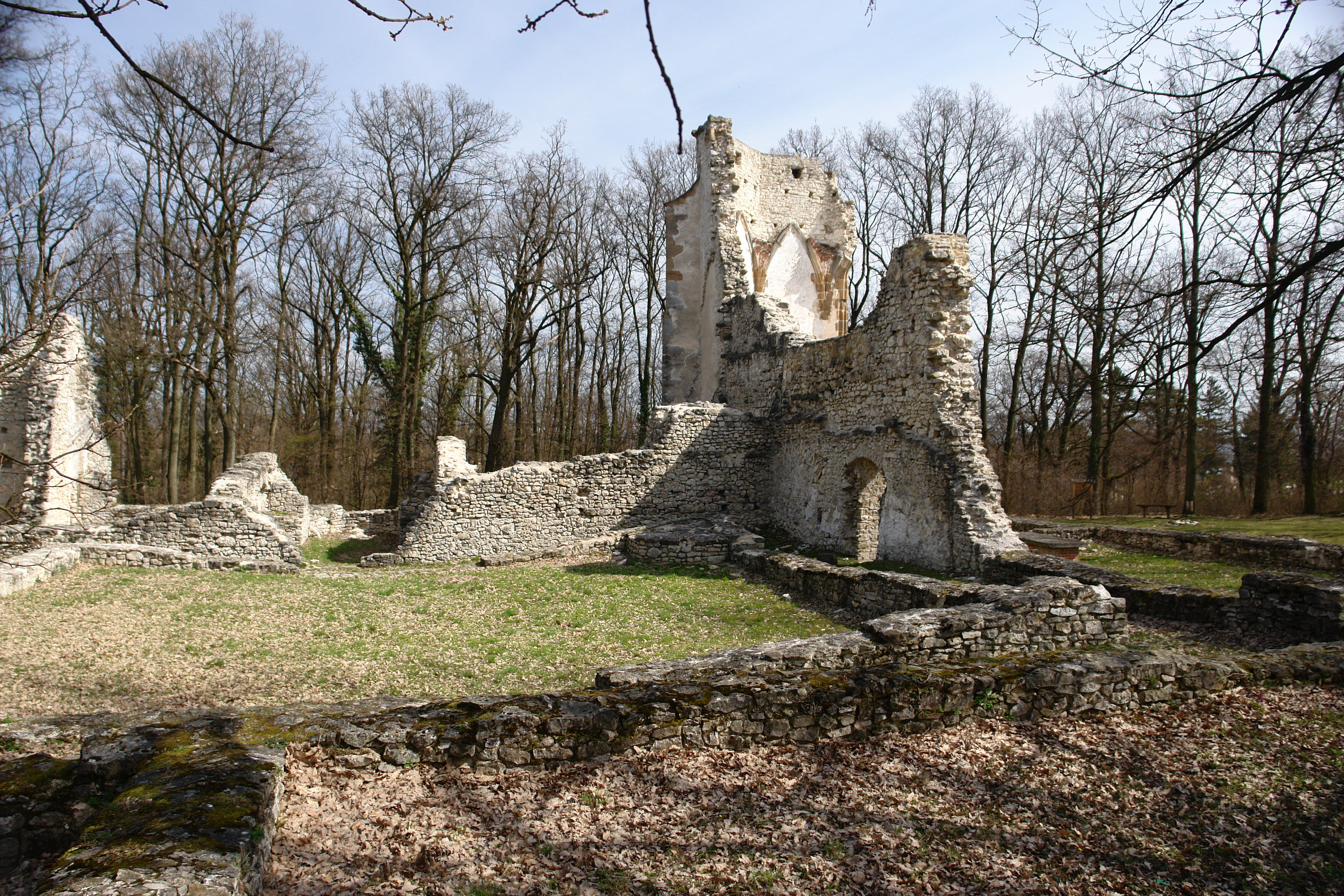
Die Kirchen- und Klosterruine

## Persönlichkeiten
- Pál Kinizsi (1431–1494), General im Königreich Ungarn
- Benigna Magyar († 1526), Ehefrau von Pál Kinizsi
- Zseni Várnai (1890–1981), Schriftstellerin
- Teddy Kollek (1911–2007), Bürgermeister von Jerusalem
- Gyula Horváth (1912–1992), Politiker und Offizier der Volksrepublik Ungarn
- Miklós Kelemen (* 1961), Fußballer
- Familie Zichy, einflussreiche Familie im ungarischen Kulturleben